# Kirche zu den heiligen Engeln (Kirchrode)

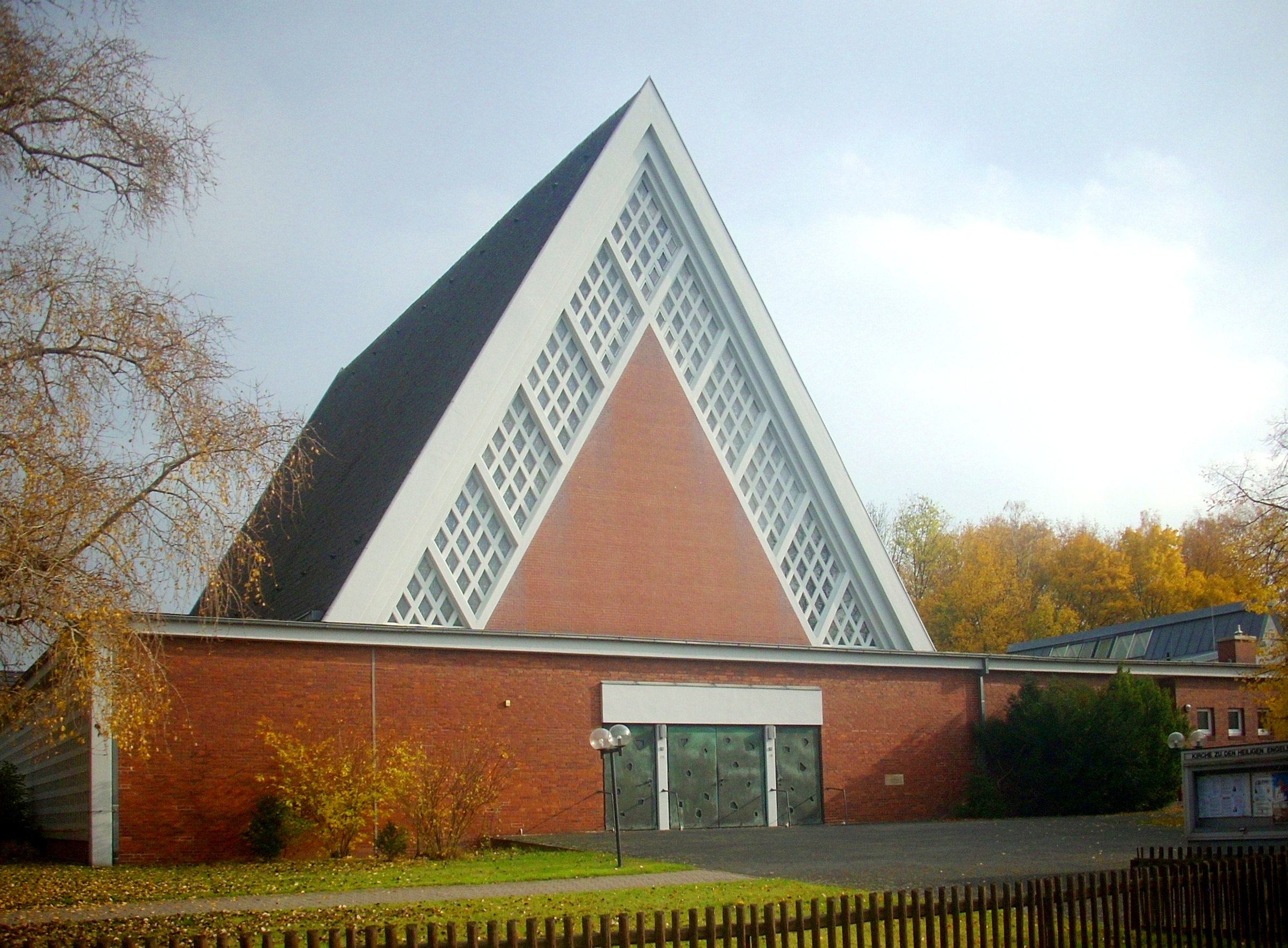
Kirche Zu den heiligen Engeln

Die Kirche Zu den heiligen Engeln in Hannover-Kirchrode ist die Pfarrkirche der römisch-katholischen Kirchengemeinde Hannover-Kirchrode-Bemerode-Wülferode.
Ihre Pfarrgemeinde gehört zum Dekanat Hannover des Bistums Hildesheim. Die nach den Engeln benannte Kirche befindet sich in der Reichenberger Straße 3, das benachbarte Pfarrbüro in der Böhmerwaldstraße 8, und das Pfarrheim in der Reichenberger Straße 5.

## Geschichte
Bis zum Bau der Kirche Zu den heiligen Engeln im Jahr 1964 gehörten die Katholiken in Kirchrode, Bemerode und Wülferode zur Pfarrgemeinde St. Antonius in Hannover-Kleefeld. Ab dem 1. Juli 1964 bildeten sie eine eigene Kirchengemeinde, die am 1. Oktober 1970 den Status einer Pfarrei erhielt. 1964 gehörten zur Gemeinde 1850 Gläubige, 1990 schon 3400. 1998 wurde das Pfarrheim erweitert. Seit dem 1. Mai 2007 gehört die Pfarrgemeinde zum damals neu errichteten Dekanat Hannover, zuvor gehörte sie zum Dekanat Hannover-Ost. Im Jahr 2014 hatte die Pfarrei rund 4.900 Mitglieder.

## Kirchenbau
Die Kirche entstand in den Jahren 1963/64 und wurde von Josef Bieling, Kassel, entworfen. Das Kirchenschiff wurde als „Zelt Gottes unter den Menschen“ mit steilem, weit heruntergezogenem Dach gebaut. 1962 erfolgte der erste Spatenstich, 1963 folgte die Grundsteinlegung. Am 30. Mai 1964 erfolgte die Konsekration durch Bischof Heinrich Maria Janssen.
Sehenswert sind im Inneren die thronende Gottesmutter, der Kreuzweg, die illustrierten Giebelfenster, die Seiten- und Altarfenster mit der Darstellung des brennenden Dornbuschs und die Orgel (Emil Hammer Orgelbau) aus dem Jahr 1987. 2014 wurde der Altarraum von Klaus Determann neu gestaltet.
Mit den evangelischen Gemeinden der Umgebung (St. Johannis Bemerode, Jakobi Kirchrode, St. Martin in Anderten) arbeitet die Gemeinde auf der Basis einer Charta Oecumenica zusammen.